# Morgan Jensen
John Morgan Jensen, född 3 juli 1963 i Råda församling i Göteborgs och Bohus län, är en svensk gitarrist, kompositör och manusförfattare.
Morgan Jensen växte upp i Mölnlycke och har under artistnamnet Morgan LeFay varit gitarrist och kompositör i hårdrocksbandet Swedish Erotica. Numera är Morgan Jensen verksam inom filmen. Han har bland annat skrivit manus till de båda Kristallen-nominerade TV-produktionerna Medicinmannen (2005) och Häxdansen (2008), samt Tjockare än vatten (2014).
I juni 2024 släppte Morgan Jensen tillsammans med Theo Gabay kriminalromanen Justitia, första delen i en bokserie på tio böcker, på bokförlaget Nona.
27 november 2024 släpptes andra kriminalromanen, Carpe Noctem, i bokserien av Morgan Jensen och Theo Gabay på bokförlaget Nona.

## Filmografi i urval

### Manus
- 1999 – Färden
- 1999 – Offerlamm
- 2000 – Brottsvåg
- 2001 - OP:7
- 2003 – Paragraf 9
- 2005 – Medicinmannen (TV-serie)
- 2006 – Hombres
- 2008 – Häxdansen (TV-serie)
- 2014 – Tjockare än vatten (TV-serie)

### Manuskonsult
- 2013 – Hundraåringen som klev ut genom fönstret och försvann

### Dramaturg
- 2002 – Bäst i Sverige!
- 2003 – Smala Sussie